# Tân Hà, Hàm Tân
Tân Hà là một xã thuộc huyện Hàm Tân, tỉnh Bình Thuận, Việt Nam.
Xã Tân Hà có diện tích 68,57 km², dân số năm 1999 là 6281 người, mật độ dân số đạt 92 người/km².